# Saprosma anisophylla
Saprosma anisophylla är en måreväxtart som beskrevs av Elmer Drew Merrill. Saprosma anisophylla ingår i släktet Saprosma och familjen måreväxter. Inga underarter finns listade i Catalogue of Life.